# Долінський Едуард Ісаакович
Едуард Ісаакович Долінський (нар. 8 серпня 1969, Луцьк) — український громадський діяч, директор Українського єврейського комітету. Спеціалізується в протидії антисемітизму і ксенофобії, боротьбі із запереченням і викривленням історії Голокосту, збереженні памʼяті про жертви Голокосту, протидії героїзації нацистських колаборантів, воєнних злочинців і тих, хто брав участь у винищенні євреїв в період Голокосту, організації діалогу між світовими релігіями[джерело?].
Фігурант бази Центру "Миротворець" через антиукраїнську діяльність.  
Заявляв про підтримку України та звинуватив Росію у маніпуляціях і брехні на кшталт геббельсівської пропаганди.
Володіє мовами: українською, англійською, російською та іврит.

## Діяльність
У 2003—2015 роках очолював єврейську громаду Луцька (з 1991 до 2003 року цю посаду обіймав його батько, Ісаак Павлович Долінський). В 1998 році був організатором Міжнародного фестивалю єврейської культури «Шалом, Україно!» в Луцьку.
У 2015 році був членом організаційного комітету з підготовки заходів вшанування пам'яті 75-річчя трагедії Бабиного Яру .
Діяльність Долінського здебільшого зосереджена на пошуках та приверненні уваги до випадків антисемітизму, героїзації причетних до злочинів Голокосту. Серед випадків що набули розголосу:
- у 2021 році повідомив про наміри встановити в Києві меморіальний знак Володимиру Багазію. Після міжнародного розголосу ініціативу було скасовано[6][7];
- повідомив про ініціативу назвати вулицю в Києві ім'ям Володимира Кубійовіча. Після розмови посла Ізраїлю Міхаеля Бродського з мером Києва Віталієм Кличко ініціативу було скасовано[8][9];
- поширив помилкову новину про генерал-хорунжого армії УНР Віктора Павленка, назвавши його нацистським колаборантом. Визнав свою помилку, публічно вибачився і пояснив, переплутав Віктора Павленко із воєнним злочинцем[джерело?] Іваном Омеляновичем-Павленко[10][11];
- повідомив про львівську вчительку Мар'яну Батюк, яка вихваляла Адольфа Гітлера[12].

Очолював у різні роки низку національних єврейських організацій:
- ГО «Український єврейський комітет» (донині);
- ГО «Всеукраїнський єврейський конгрес»;
- Об'єднана єврейська община України;
- Єврейський фонд України;
- Волинська єврейська релігійна громада;
- ГО «Музей історії євреїв України»;
- ГО «Міжконфесійна рада України».

## Переконання та заяви
- Заявив, що " Організація українських націоналістів боролась за Україну вільну від поляків і євреїв"[13][14].
- Заявив про "зростання антисемітизму в Україні"[15][16].
- Неодноразово звинувачував Росію у брехні та пропаганді[2][17].
- Заявив про створення списку антисемітів і ксенофобів, який буде розповсюджуватися по посольствам і координуватися із міжнародними єврейськими і правозахісними організаціями[18].
- Вважає історію праведниці народів світу Саїде Аріфової сумнівною, а фільм про неї «рекламою депортації кримськотатарського народу» вказуючи що Яд ва-шем не визнає Саіде Аріфову Праведницею народів світу[19][20].
- Безуспішно намагався через суд довести, що дивізія Ваффен СС «Галичина» була злочинною організацією та притягнути до відповідальності Володимира В’ятровича. Окружний адміністративний суд Києва визнав протиправними дії Українського інституту національної пам’яті (УІНП) та його ексголови Володимира В'ятровича щодо надання висновку про те, що символіка дивізії Ваффен СС «Галичина» не є символікою націонал-соціалістичного (нацистського) тоталітарного режиму. У решті позовних вимог було відмовлено[21].

## Галерея

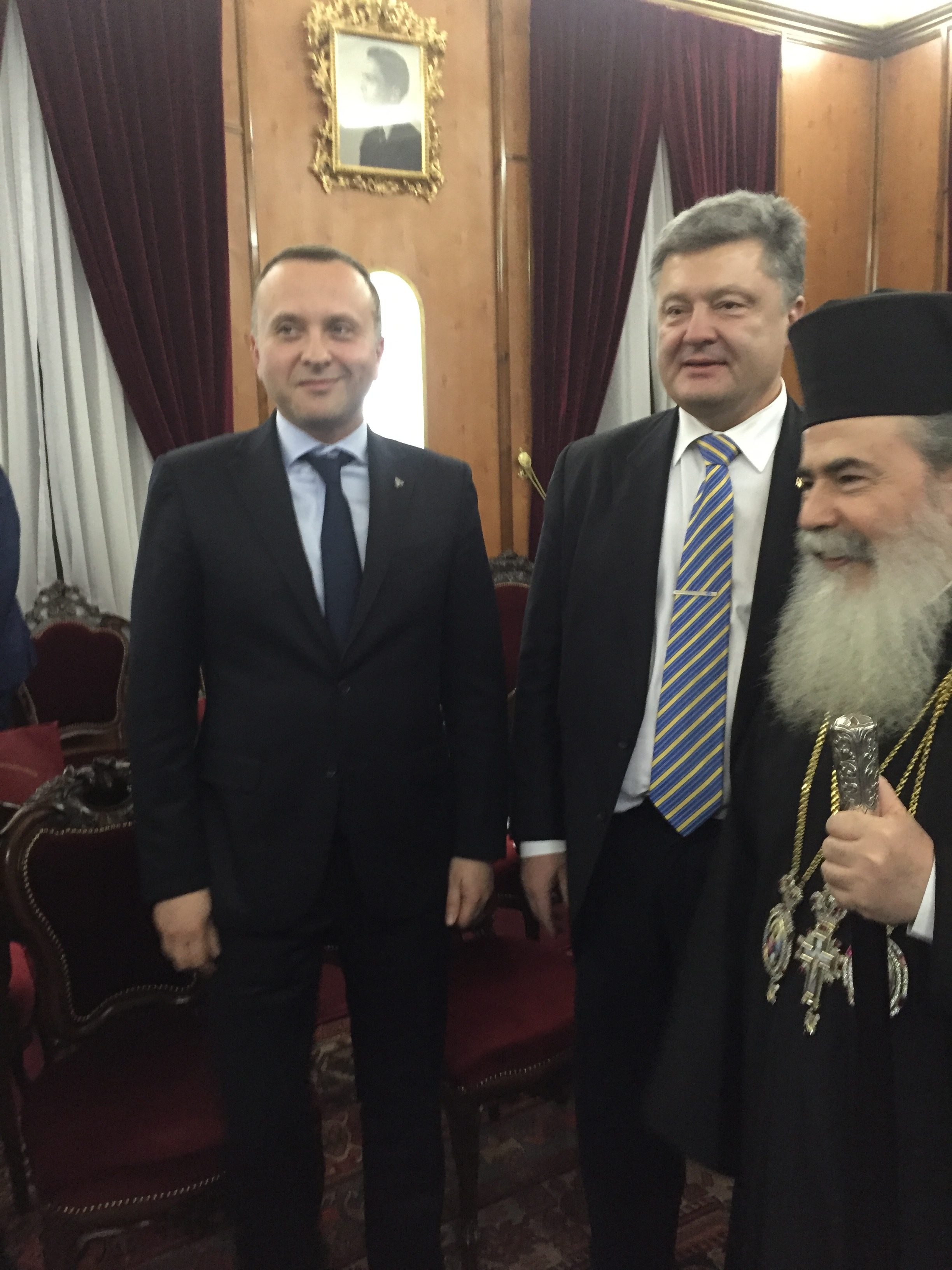
Зустріч з Петром Порошенко та Феофілом, Патріархом Єрусалимським